# Mastodonsauroidea
Mastodonsauroïdes
Super-famille
Genres de rang inférieur
- † Antarctosuchus
- † Stenotosauridae
- † Heylerosauridae
- † Mastodonsauridae

Synonymes
- Capitosauroidea Watson, 1919[1]

Les mastodonsauroïdes (Mastodonsauroidea) forment une super-famille éteinte d'amphibiens temnospondyles connus des archives fossiles datant du Trias et du Jurassique. Les restes des représentants appartenant à cette super-famille ont été trouvés en Amérique du Nord, au Groenland, en Europe, en Asie et en Australie.

## Description
En général, ces amphibiens étaient de grande taille et de nombreuses formes dépassaient facilement les deux mètres de longueur (par exemple Cyclotosaurus et Paracyclotosaurus). Certaines espèces dépassaient cinq mètres, comme le Mastodonsaurus et le Parotosuchus. La caractéristique la plus intéressante des capitosaures était le crâne, très massif par rapport au corps, large et plat, de forme à peu près triangulaire. Les orbites se trouvaient au sommet du crâne et les yeux étaient clairement dirigés vers le haut, ce qui suggère un mode de vie proche de celui des crocodiliens actuels.

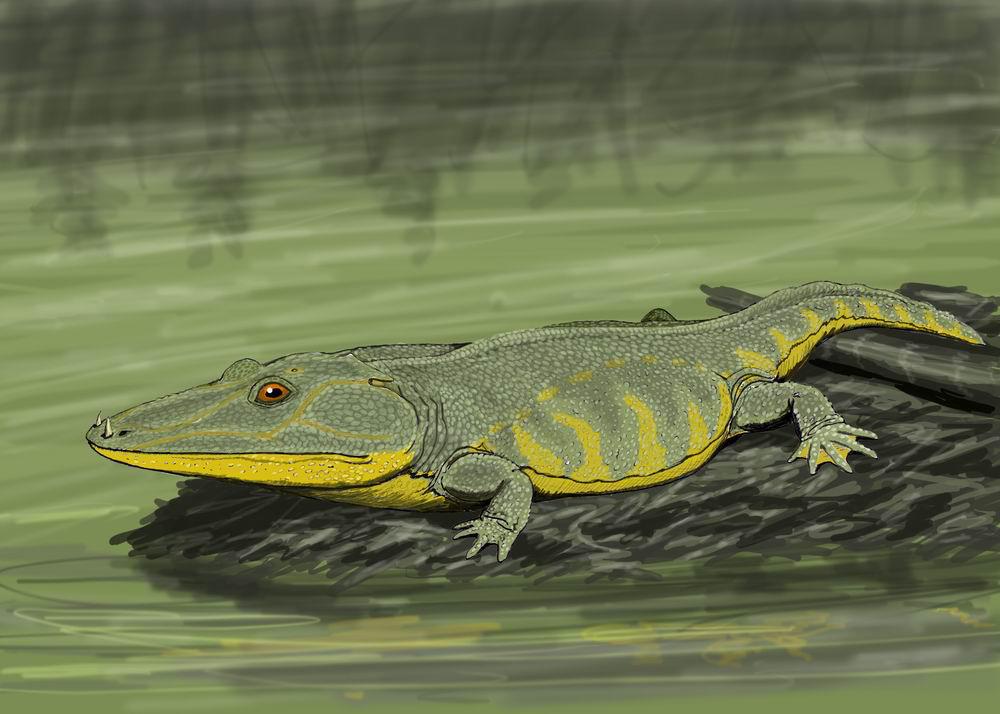
Restitution de Mastodonsaurus dans son milieu par le paléoartiste Dimitri Bogdanov.

La dentition se composait de nombreuses dents marginales fort pointues et de quelques grandes dents plates au palais. Certaines formes possédaient également de grands crocs inférieurs qui, lorsque la bouche était fermée, se plaçaient dans des ouvertures spéciales du crâne, de sorte que ces dents finissaient par dépasser de l'extérieur de la tête. Une telle configuration était de nature à garder fermement et à déchiqueter la proie une fois saisie. Le corps était massif et relativement court, avec des vertèbres mal ossifiées et des membres courts. La queue était aussi généralement courte.